# Springside, Saskatchewan
Springside är en ort i Kanada.   Den ligger i provinsen Saskatchewan, i den sydöstra delen av landet, 2 100 km väster om huvudstaden Ottawa. Springside ligger 515 meter över havet och antalet invånare är 525.
Terrängen runt Springside är platt. Runt Springside är det mycket glesbefolkat, med 2 invånare per kvadratkilometer..
Trakten runt Springside består till största delen av jordbruksmark.